# Bogidiella convexa
Bogidiella convexa is een vlokreeftensoort uit de familie van de Bogidiellidae. De wetenschappelijke naam van de soort is voor het eerst geldig gepubliceerd in 1988 door Stock & Notenboom.